# 南都田村
南都田村（なつたむら）は、昭和30年（1955年）まで岩手県胆沢郡にあった村。現在の奥州市胆沢南都田にあたる。

## 地理
- 河川：胆沢川

## 沿革
- 明治8年（1875年）10月17日 - 水沢県による村落統合にともない、柳田村と新里村が合併して東田村となる。
- 明治22年（1889年）4月1日 - 町村制施行にともない、南下葉場村・都鳥村および東田村のうち旧柳田村域が合併して南都田村が発足。
- 昭和30年（1955年）4月1日 - 小山村・若柳村と合併し、胆沢村となる。

## 行政
- 歴代村長

| 代     | 氏名         | 就任                       | 退任                       | 備考 |
| ------ | ------------ | -------------------------- | -------------------------- | ---- |
| 1      | 村上政一     | 明治22年（1889年）         | 明治23年（1890年）         |      |
| 2〜3   | 石川修吉     | 明治24年（1891年）         | 明治33年（1900年）         |      |
| 4      | 粟野善知     | 明治34年（1901年）         | 明治38年（1905年）         |      |
| 5〜6   | 石川一郎     | 明治38年（1905年）4月      | 大正2年（1913年）3月       |      |
| 7      | 小野寺栄三郎 | 大正2年（1913年）4月       | 大正4年（1915年）11月      |      |
| 8      | 高橋勇七     | 大正4年（1915年）11月      | 大正7年（1918年）9月       |      |
| 9      | 高橋悦三郎   | 大正7年（1918年）11月      | 大正11年（1922年）10月     |      |
| 10     | 千田清松     | 大正11年（1922年）11月     | 大正15年（1926年）10月     |      |
| 11     | 高橋悦三郎   | 昭和2年（1927年）2月       | 昭和6年（1931年）1月       | 再任 |
| 12     | 及川東治     | 昭和6年（1931年）2月       | 昭和10年（1935年）1月      |      |
| 13〜14 | 高橋悦三郎   | 昭和10年（1935年）6月18日  | 昭和14年（1939年）8月24日  | 三任 |
| 15〜16 | 佐藤誠吉     | 昭和14年（1939年）10月26日 | 昭和21年（1946年）11月19日 |      |
| 17     | 石川伝       | 昭和22年（1947年）4月7日   | 昭和23年（1948年）4月23日  |      |
| 18〜19 | 安藤副       | 昭和23年（1948年）6月5日   | 昭和29年（1954年）12月7日  |      |
| 20     | 及川武雄     | 昭和30年（1955年）1月17日  | 昭和30年（1955年）3月31日  |      |

## その他
- 1947年（昭和22年）8月9日、昭和天皇の戦後巡幸の際、村の篤農家である佐藤染三郎が拝謁、農地改良と増産体験について奏上した[1]。